# Entrophospora schenckii
Entrophospora schenckii är en svampart som beskrevs av Sieverd. & S. Toro 1987. Entrophospora schenckii ingår i släktet Entrophospora och familjen Acaulosporaceae.   Inga underarter finns listade i Catalogue of Life.